# Smudge (mèo)
Mèo Smudge (qua đời năm 2000) là một chú mèo trở thành "người nổi tiếng" ở Glasgow. Con mèo này được bảo tàng nhân dân Palace Palace ở Glasgow Green thuê để giải quyết vấn đề các loài động vật gặm nhấm vào năm 1979.
Smudge sau đó trở thành một "nhân viên" cố định của bảo tàng, bán hàng hóa Smudge bao gồm các bản sao làm bằng gốm được thiết kế bởi thợ gốm nổi tiếng Margery Clinton. Vào những năm 1980, Smudge trở thành thành viên của Liên minh Công đoàn, Municipal và Boilermakers, sau khi NALGO từ chối nhận vào làm công nhân cổ xanh. Smudge đã được sử dụng như một linh vật trong một số chiến dịch, bao gồm 'Save the Glasgow Vet School' (1989), 'Paws Off Glasgow Green' (1990). Vào năm 1987, Smudge biến mất trong một vài tuần, nhưng sau một số lời kêu gọi trong đó có một đề nghị bởi Lord Provost of Glasgow, nó đã được trở lại với công chúng.
Smudge rời Cung điện Nhân dân năm 1990 với sự ra đi của Elspeth King, người phụ trách bảo tàng. Khi Elspeth trở thành giám đốc của Bảo tàng và Phòng triển lãm Nghệ thuật Stirling Smith, Smudge được gọi trở lại để giải quyết vấn đề các loài gặm nhấm. Smudge chết tại nhà của nó vào năm 2000 sau một thời gian dài bị bệnh. Một tấm biển hiện được dành riêng cho những kỷ niệm và ký ức của Mèo Smudge tại một trong những lối vào bên cạnh Cung điện Nhân dân.